# ۱۳۸ (پیش از میلاد)
۱۳۸ (پیش از میلاد) ۱۳۸مین سال قبل از تقویم میلادی است.